# Карбофуран
Карбофуран — пестицид, що належить до групи карбаматів, похідних карбамінової кислоти (синоніми: адифур, брифур, дайфуран, куратер, фурадан).
Завдяки його високій ефективності обробка насіння, зокрема цукрового буряка, цим препаратом здобула надзвичайну популярність. Про широке визнання препарату свідчить те, що майже усі насінницькі заводи колишнього Радянського Союзу опанували технологію його використання і жоден гектар цукрового буряка (а це близько 3,5 млн.) не засівався насінням не обробленим карбофураном.
Жоден із хімічних препаратів не мав і не має досі такої популярності й визнання — як на ринку України, так і багатьох інших країн. Численні лабораторні, польові й виробничі досліди показали високу біологічну ефективність: у середньому близько 70-80% проти комплексу наземних i 80-90% проти ґрунтових шкідників.

## Вплив на організм людини
Карбофуран (2,3-дигідро-2,2-диметилбензофуран-7-іл метилкарбамат CAS: 2,3-дигідро-2,2-диметил-7-бензофураніл метилкарбамат, C12H15NO3) може діяти на нервову систему, зокрема призводячи до судорог та дихальної недостатності, є інгібітором холінестерази.
За механізмом дії карбофуран є зворотнім інгібітором нейромедіатору ацетилхолінестерази, високо токсичний для людини і теплокровних тварин при пероральному та інгаляційному надходженні.